# Saint-Just-le-Martel
Saint-Just-le-Martel (tiếng Occitan: Sent Just) là một xã của tỉnh Haute-Vienne, thuộc vùng Nouvelle-Aquitaine, miền trung nước Pháp.